# Grabowo (Gołdap)
Grabowo [ɡraˈbɔvɔ] (deutsch Grabowen, 1938–1945 Arnswald) ist ein Dorf in der polnischen Woiwodschaft Ermland-Masuren und gehört zur Landgemeinde Gołdap (Goldap) im Powiat Gołdapski (Kreis Goldap).

## Geographische Lage und Verkehrsanbindung
Grabowo liegt westlich der Seesker Höhen (polnisch: Wzgórza Szeskie) an der Woiwodschaftsstraße 650 (ehemalige deutsche Reichsstraße 136), die von Gołdap (Goldap) (10 km) über Węgorzewo (Angerburg) (44 km) nach Barciany (Barten) (70 km) führt. Im Ort endet eine aus Pogorzel (Hegelingen, bis 1906 Pogorzellen) (11 km) bzw. Czerwony Dwór (Rothebude) (12 km) kommende Nebenstraße.

## Geschichte
Die früher Grabowen genannte Landgemeinde wurde am 18. März 1874 namensgebender Ort eines neu errichteten Amtsbezirks. Er gehörte zum Landkreis Goldap im Regierungsbezirk Gumbinnen der preußischen Provinz Ostpreußen.
Im Jahre 1910 zählte Grabowen 450 Einwohner, 1933 waren es 478 und 1939 noch 466.

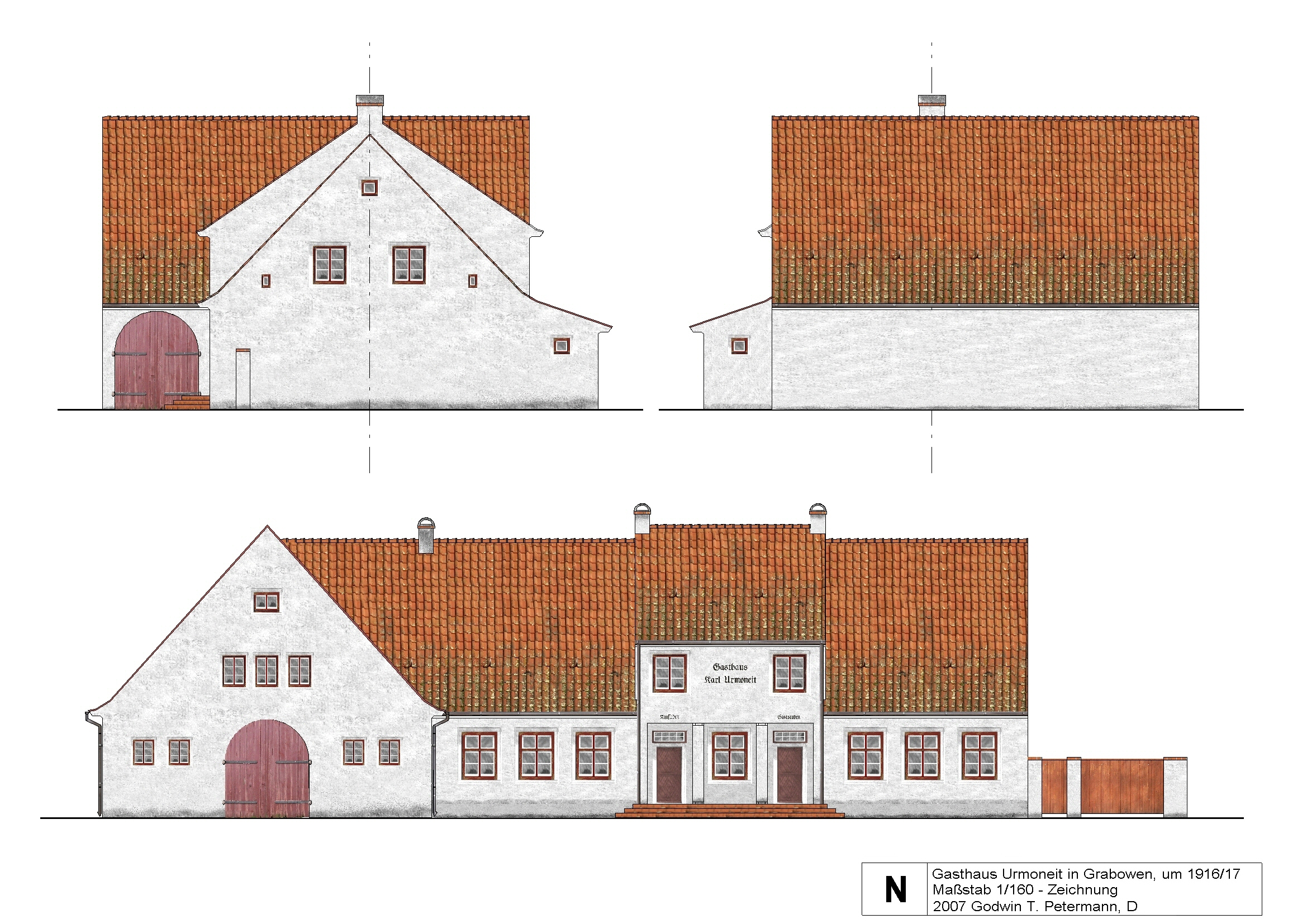
Zeichnung des Gasthauses Urmoneit in Grabowen im Wiederaufbauprogramm Ostpreußens 1916/17 von Architekt Hans J. Philipp in Goldap

Am 3. Juni 1938 (mit amtlicher Bestätigung vom 16. Juli 1938) wurde Grabowen in „Arnswald“ umbenannt.
Infolge des Zweiten Weltkrieges kam der Ort 1945 mit dem südlichen Ostpreußen zu Polen und erhielt die Bezeichnung „Grabowo“. Zwischen 1946 und 1954 sowie 1973 und 1976 war Grabowo Sitz einer Gmina. Heute ist Grabowo ein Ortsteil der Gmina Gołdap im Powiat Gołdapski in der Woiwodschaft Ermland-Masuren (von 1946 bis 1965 und 1973 bis 1975 Woiwodschaft Białystok, von 1975 bis 1998 Woiwodschaft Suwałki).

### Amtsbezirk Grabowen/Arnswald
Im Jahre 1874 bildeten neun Landgemeinden den Amtsbezirk Grabowen:
| Name (bis 1938) | Name (1938–1945)    | Polnischer Name   |
| --------------- | ------------------- | ----------------- |
| Flösten         | Bornberg (Ostpr.)   | Włosty            |
| Grabowen        | Arnswald            | Grabowo           |
| Groß Rosinsko   | Großfreiendorf      | Rożyńsk Wielki    |
| Juckneitschen   | Steinhagen (Ostpr.) | Juchnajcie        |
| Klein Rosinsko  | Bergershof          | Rożyńsk Mały      |
| Marczinowen     | ab 1934:Martinsdorf | Marcinowo         |
| Ossöwen         | Ossau               | Osowo             |
| Reutersdorf     | Reutersdorf         | Marcinowska Wólka |
| Sokollen        | Hainholz (Ostpr.)   | Sokoły            |

Am 25. Juli 1939 wurde der Amtsbezirk Grabowen in „Amtsbezirk Arnswald“ umbenannt. Bis 1945 waren alle neuen „Ursprungs“-Gemeinden – wenn auch mit veränderten Namen – in den Amtsbezirk eingegliedert.

## Verkehr
Von 1899 bis 1945 war Grabowen Bahnstation an der Reichsbahnstrecke von Goldap nach Angerburg, die von der Polnischen Staatsbahn nach dem Zweiten Weltkrieg nicht in Betrieb genommen wurde.

## Religionen

### Kirchengebäude
Der erste Kirchenbau in Grabowen entstand im Jahre 1588 und wurde aus Feldsteinen und Ziegeln errichtet. Das Gotteshaus hatte ein Satteldach, und der Turm wurde 1695 errichtet. Im Jahre 1732 erfolgte der Bau des Kanzelaltars.
1914/15 entstanden große Zerstörungen an der Ausstattung der Kirche aufgrund von Vandalismus russischer Soldaten. 1928 endeten umfangreiche Wiederherstellungsarbeiten, bei denen 1925 eine neue Orgel eingebaut wurde.
Die Beschädigungen des Kirchengebäudes durch Kriegseinwirkung 1944/45 waren geringfügig. 1960 wurde die Kirche instand gesetzt.
357 Jahre lang war die Grabower Kirche ein evangelisches Gotteshaus. 1945 wurde sie zugunsten der katholischen Kirche enteignet, die ihr den Namen Kościół MB Różańcowej gab.

### Kirchengemeinde
Eine Pfarrei wurde in Grabowen im Jahre 1589 errichtet. Damals gehörte sie zur Inspektion Angerburg (heute polnisch: Węgorzewo). Zuletzt war Grabowen in den Kirchenkreis Goldap (Gołdap) innerhalb der Kirchenprovinz Ostpreußen der evangelischen Kirche der Altpreußischen Union eingegliedert.
Bis 1910 wurden in Grabowen Gottesdienste in deutscher und polnischer Sprache gefeiert. 1944 umfasste das Kirchspiel 38 Orte mit etwa 4.600 Gemeindegliedern.
Heute besteht in Grabowo eine katholische Pfarrei, die dem Dekanat Gołdap (Goldap) im Bistum Ełk (Lyck) der Katholischen Kirche in Polen zugeordnet ist. Hier lebende evangelische Kirchenglieder gehören zur Kirchengemeinde Gołdap, die eine Filialgemeinde von Suwałki (Suwalken) in der Diözese Masuren der Evangelisch-Augsburgischen Kirche in Polen ist.

### Kirchspielorte (bis 1945)
Zum Kirchspiel Grabowen (Arnswald) gehörten vor 1945 insgesamt 40 Orte, Ortschaften und Wohnplätze (Ein * kennzeichnet einen Schulort):
| Deutscher Name       | Änderungsname 1938 bis 1945         | Polnischer Name                |  | Deutscher Name    | Änderungsname 1938 bis 1945 | Polnischer Name |
| -------------------- | ----------------------------------- | ------------------------------ |  | ----------------- | --------------------------- | --------------- |
| *(Alt) Bodschwingken | (Alt) Herandstal                    | Boćwinka                       |  | *Kallnischken     | Kunzmannsrode               | Kalniszki       |
| *Altenbude           |                                     | Siedlisko                      |  | *Kamionken        | Eichicht                    | Kamionki        |
| Blandau              |                                     |                                |  | Kettenberg        |                             | Okrasin         |
| Borreck, Forst       |                                     |                                |  | Klein Duneyken    | Klein Duneiken              | Dunajek Mały    |
| Duneyken, Forst      | Duneiken, Forst                     | Dunajek                        |  | Klein Jesziorken  | Kleinschöntal               | Jeziorki Małe   |
| Eichenort            |                                     | Dąbie                          |  | Kowalken          | Beierswalde                 | Kowalki         |
| *Flösten             | Bornberg                            | Włosty                         |  | Lewkabude         | Brettmannswalde             | Lewkowo         |
| Friedrichswalde      |                                     | Cicholaski                     |  | Löbental          |                             |                 |
| Gerehlischken        | Gerwalde                            | Gieraliszki                    |  | *Marczinowen      | Martinsdorf                 | Marcinowo       |
| *Glasau              |                                     | Głażejewo                      |  | Naujehnen         | Neuengrund                  | Nowiny          |
| *Glowken             | Thomasfelde                         | Główka                         |  | Neu Bodschwingken | Neu Herandstal              | Nowa Boćwinka   |
| Grabowen             | Arnswald                            | Grabowo                        |  | *Nossuten         |                             | Nasuty          |
| *Groß Duneyken       | 1928–38: Duneyken 1938–45: Duneiken | Dunajek                        |  | Olschöwen         | Ellerholz                   | Olszewo         |
| *Groß Jesziorken     | ab 1930: Schöntal                   | Jeziorki Wielkie               |  | *Rothebude        |                             | Czerwony Dwór   |
| *Groß Rosinsko       | Großfreiendorf                      | Rożyńsk Wielki                 |  | *Rudzien          | Rodenstein (Ostpr.)         | Rudzie          |
| Gustavshöh           |                                     | Głażejewko                     |  | Sokollen          | Hainholz (Ostpr.)           | Sokoły          |
| Herzogsthal          |                                     | Gieraliszki, später: Moskorzyn |  | Theerofen, Forst  |                             | Koniszki        |
| Hohenbrück           |                                     | Skup                           |  | Waldkater         |                             | Leśny Zakątek   |
| Jakobien             |                                     |                                |  | Wiersbianken      | Lichtenhain                 | Wierzbianki     |
| Juckneitschen        | ab 1935: Steinhagen (Ostpr.)        | Juchnajcie                     |  | Ziegenberg        |                             |                 |

### Pfarrer (bis 1945)
Zwischen 1589 und 1945 amtierten 18 evangelische Geistliche in Grabowen:
| - Adam Dolivianus, 1589–1590 - Adam Rosteck, 1590–1625 - Michael Pipstockius, ab 1625 - Albrecht Piascovius, bis 1700 - Johann Piascovius, 1700–1702 - Johann Drigalski, 1706–1710 - Andreas Ocronglowius, 1710–1752 - Friedrich Gizicki, 1752–1784 - Paul Salomo Gregorowius, 1784–1786 | - Michael Karl Stern, 1786–1827 - Ernst August Stern, 1827–1838 - Carl Adam Rohmann, 1838–1850 - Johann Franz Ferdinand Thiesen, 1851–1873 - Gustav Adolf Majewski, 1873–1879 - Moritz Adolf Otterski, 1879–1901 - Emil Theodor Carl Vierhuff, 1901–1929 - Johann Samuel Bartholomäus Kurt Ehmer, 1929–1937 - Bruno Koller, 1938–1945 |

### Kirchenbücher
Zahlreiche Kirchenbuchunterlagen des Kirchspiels Grabowen haben sich erhalten und werden im Evangelischen Zentralarchiv in Berlin-Kreuzberg aufbewahrt:
- Taufen: 1761 bis 1915
- Trauungen: 1833 bis 1928
- Beerdigungen: 1776 bis 1928
- Konfirmationen: 1915 bis 1937
- Kommunikanten: 1917 bis 1941